# Bytharia
Bytharia is een geslacht van vlinders van de familie spanners (Geometridae), uit de onderfamilie Sterrhinae.

## Soorten
- B. lucida Warren, 1899
- B. marginata Walker, 1864
- B. uniformis Swinhoe, 1902